# Finnbreeze-Klasse
Die sechs RoRo-Frachtschiffe der Finnbreeze-Klasse und zwei weitgehend baugleiche Einheiten des Finnmill-Typs werden von der finnischen Reederei Finnlines betrieben. Daneben wurden vier typgleiche Schiffe der MSG-113-Klasse für die Stockholmer Reederei Ellingsen Ship Management gebaut.

## Geschichte
Die Schiffe entstanden auf der zur chinesischen China Chang Jiang National Shipping Group Corporation gehörenden Jinling-Werft in Nanjing. Der ursprüngliche Schiffsentwurf wurde als Finnmill-Typ auf Initiative der Nordic Forest Terminals konstruiert. Die ersten zwei Einheiten wurden 2002 abgeliefert und wurden von Finnlines in Langzeitcharter genommen. 

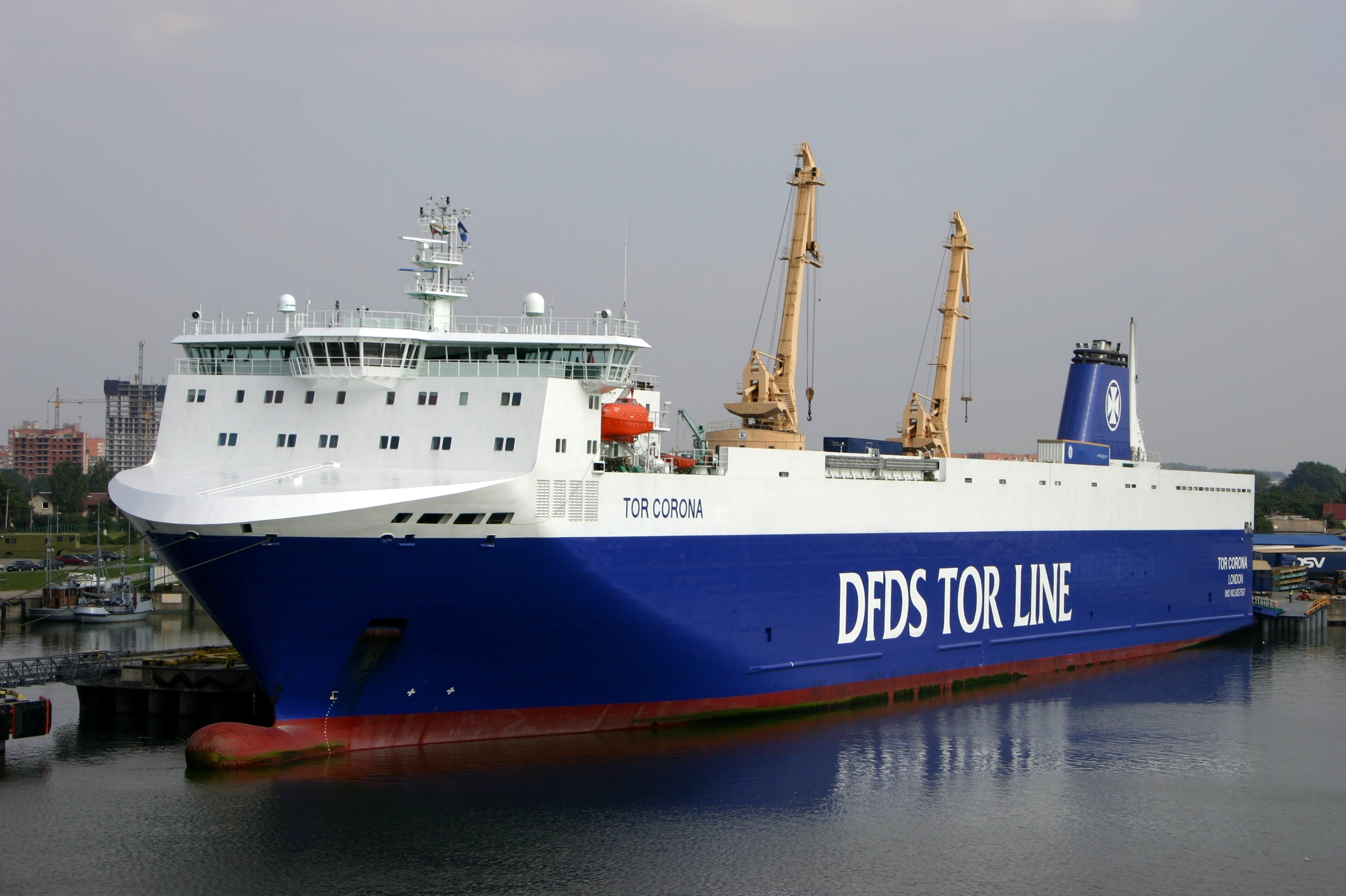
Die Tor Corona in 2008

2005 orderte Nordic Forest Terminals weitere vier Schiffe des Typs, die zwischen 2008 und 2010 abgeliefert und in einer Zehnjahrescharter für die dänische DFDS Tor Line liefen. Anschließend wechselten die Schiffe zwischen 2018 und 2020 zu Transfennica.
Darüber hinaus gab Finnlines am 24. August 2007 sechs weitere Einheiten einer leicht überarbeiteten Variante bei Jinling in Auftrag und übernahm 2008 zusätzlich die zunächst gecharterten ersten beiden Einheiten.
Alle zwölf Schiffe werden hauptsächlich auf verschiedenen nordeuropäischen RoRo-Frachtdiensten eingesetzt.

### Brand derHafnia Seawaysvor Spiekeroog

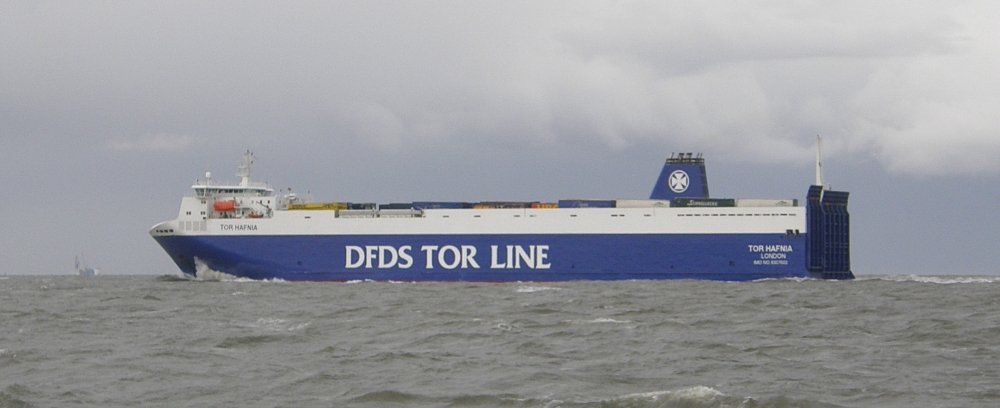
Die Hafnia Seaways als Tor Hafnia

Am frühen Abend des 19. Oktober 2011 brach in der Sauna der Hafnia Seaways, die sich nördlich von Spiekeroog auf dem Weg von Immingham nach Cuxhaven befand, ein Feuer aus, das mit Bordmitteln nicht gelöscht werden konnte.
Dem Schiff kamen der Seenotkreuzer Hermann Marwede, der Notschlepper Nordic und das Fischereischutzboot Seefalke zu Hilfe. Das Havariekommando, das den Hilfseinsatz koordinierte, schickte ferner mit einem Seaking-Hubschrauber der Deutschen Marine Feuerwehrleute der Freiwilligen Feuerwehr Brunsbüttel an Bord.
Nachdem das Feuer gelöscht werden konnte, setzte das Schiff seine Fahrt nach Cuxhaven fort, bei der es zur Sicherheit vom Seenotkreuzer Hermann Marwede begleitet wurde.
An Bord des Schiffes befanden sich 27 Personen, 20 Besatzungsmitglieder und sieben Passagiere. Vier Passagiere und zwei Besatzungsmitglieder wurden in Cuxhaven im Krankenhaus untersucht, weil sie Rauchgas eingeatmet hatten.

### Verlängerung von sechs Schiffen

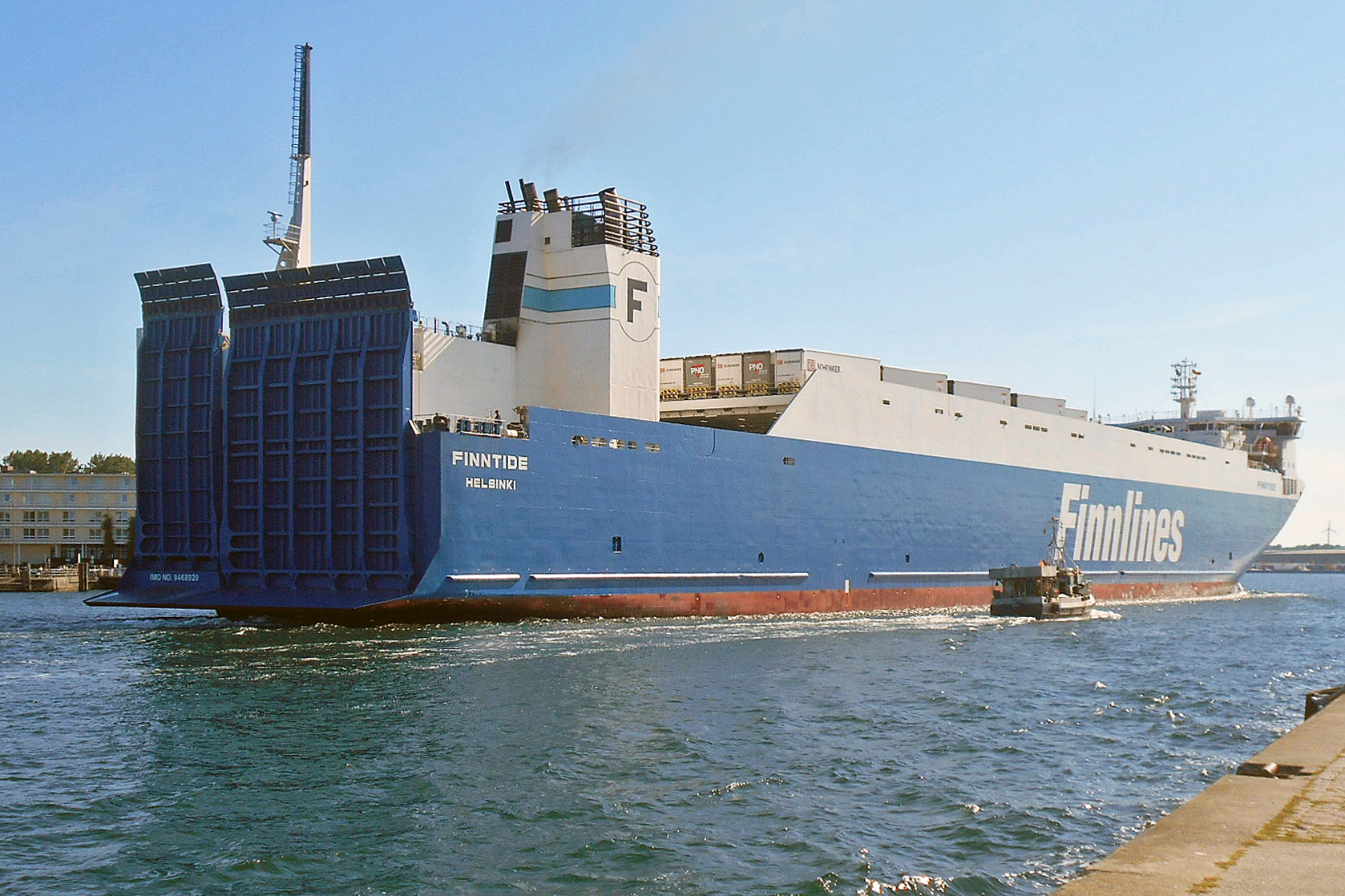
Heckansicht der verlängerten Finntide 2022

Im April 2017 vereinbarte Finnlines mit der Werft Remontowa in Danzig die Verlängerung von vier Schiffen der Klasse um 29 Meter auf 217,40 Meter. Die Verlängerung zweier weiterer Schiffe wurde optional vereinbart. Durch die Verlängerung erhöhten sich die Spurmeter auf 4.213 Meter. Als erstes Schiff wurde die Finntide vom 26. September 2017 bis zum 23. November 2017 umgebaut. Die Finnwave wurde vom 28. November 2017 bis Januar 2018 verlängert. Die Finnsky wurde vom 4. Februar 2018 bis Ende März 2018 verlängert. Als letztes Schiff wurde vom 4. April 2018 bis Mai 2018 die Finnsun verlängert. Im März 2018 wurde auch der Umbau zweier weiterer Schiffe, der Finnbreeze und Finnsea vereinbart. Die Umbauten erfolgten zwischen September und Dezember 2018. Ab dem 15. September 2018 wurde die Finnbreeze verlängert. Ab dem 5. November 2018 wurde die Finnsea verlängert.

## Technik
Der etwa 187 Meter lange und 26,5 Meter breite Schiffstyp ist als Mehrzweck-RoRo-Frachtschiff mit vorne angeordnetem Deckshaus und langem, mittleren Laderaum ausgelegt. Die Schiffe sind für den Transport von LKW, Papierprodukten und Containern konzipiert. Sie verfügen über vier Rolldecks mit 3178 Lademetern für den Transport von LKW. Die Containerkapazität beträgt 470 TEU. Außer für die 16- bis 20-köpfige Besatzung sind Unterbringungsmöglichkeiten für 12 LKW-Fahrer beziehungsweise Passagiere vorhanden. Die Schiffe sind mit zwei achtern angebrachten, elektrohydraulischen RoRo-Rampen ausgerüstet. Das Wetterdeck der ersten beiden Einheiten war anfangs vom RoRo-Laderaum getrennt und konnte nur im LoLo-Verfahren beladen und entlöscht werden. 2009 wurden die beiden Schiffe durch den Einbau von beweglichen Rolldecks über dem Hauptdeck und eine Verbindung zwischen Laderaum und Wetterdeck an das Layout der später gebauten Schiffe angeglichen.
Der Antrieb der ersten zwei Schiffe besteht aus zwei MAN-B&W-Achtzylinder-Viertakt-Dieselmotor des Typs 8L48/60 mit einer Leistung von zusammen 12.600 kW. Bei den folgenden vier Einheiten kamen je zwei Einheiten des größeren Zwölfzylinder-Motorentyps 12L48/60B mit zusammen rund 19.200 kW zum Einsatz. In die späteren Finnlines-Einheiten wurden jeweils zwei Wärtsilä-Achtzylinder-Motoren des Typs 8L46F mit einer Leistung von zusammen 20.000 Kilowatt eingebaut. Die Motoren wirken auf zwei Verstellpropeller und ermöglichen eine Geschwindigkeit von bis zu 20, beziehungsweise bis zu 21 Knoten. Die An- und Ablegemanöver werden durch ein Bugstrahlruder unterstützt. Besonders auffällig ist das geschlossene Vorschiff.

## Die Schiffe
| Finnbreeze-Klasse und baugleiche Schiffe | Finnbreeze-Klasse und baugleiche Schiffe | Finnbreeze-Klasse und baugleiche Schiffe | Finnbreeze-Klasse und baugleiche Schiffe            | Finnbreeze-Klasse und baugleiche Schiffe | Finnbreeze-Klasse und baugleiche Schiffe             |
| Bauname                                  | Baunummer                                | IMO-Nummer                               | Kiellegung Stapellauf Ablieferung                   | Auftraggeber Reederei                    | Umbenennungen und Verbleib                           |
| ---------------------------------------- | ---------------------------------------- | ---------------------------------------- | --------------------------------------------------- | ---------------------------------------- | ---------------------------------------------------- |
| Finnmill                                 | 980706                                   | 9212656                                  | - 23. August 2001 25. Februar 2002                  | Terramo Universal/Ellingsen              | -                                                    |
| Finncarrier                              | 980705                                   | 9212644                                  | - 28. Juni 2001 25. April 2002                      | Ellingsen/Norbulk Shipping               | Finnpulp (2002)                                      |
| Tor Corona                               | JLZ05-0402                               | 9357597                                  | 20. Oktober 2006 25. April 2007 18. Januar 2008     | Norbulk Shipping/DFDS                    | Corona Seaways (2012) → Corona Sea (2018)            |
| Tor Hafnia                               | JLZ05-0403                               | 9357602                                  | 28. Dezember 2006 21. September 2007 24. April 2008 | Seatreasure/DFDS                         | Hafnia Seaways (2011) → Hafnia Sea (2018)            |
| Tor Fioina                               | JLZ05-0404                               | 9395343                                  | 21. April 2008 - 7. Mai 2009                        | Seatreasure/DFDS                         | Fionia Seaways (2011) → Fionia Sea (2020)            |
| Tor Jutlandia                            | JLZ05-0405                               | 9395355                                  | 15. Oktober 2008 - 14. Januar 2010                  | Seatreasure/DFDS                         | Jutlandia Seaways (2011) → Jutlandia Sea (seit 2020) |
| Finnbreeze                               | 70438                                    | 9468889                                  | - 10. März 2011                                     | Finnlines                                | -                                                    |
| Finnsea                                  | 70439                                    | 9468891                                  | - 30. März 2011                                     | Finnlines                                | -                                                    |
| Finnsky                                  | 70440                                    | 9468906                                  | - 30. Januar 2012                                   | Finnlines                                | -                                                    |
| Finnsun                                  | 70441                                    | 9468918                                  | - 7. Februar 2012                                   | Finnlines                                | -                                                    |
| Finntide                                 | 70442                                    | 9468920                                  | - 30. Oktober 2012                                  | Finnlines                                | -                                                    |
| Finnwave                                 | 70443                                    | 9468932                                  | - 28. November 2012                                 | Finnlines                                | -                                                    |
| Daten: Equasis, grosstonnage             |                                          |                                          |                                                     |                                          |                                                      |